# 合格モーニング!
『合格モーニング!』（ごうかくモーニング!）は、テレビ東京系列にて2015年10月5日から2016年7月1日まで放送されていたミニ番組である。

## 概要
当時テレビ東京アナウンサーだった紺野あさ美をMCに据え、予備校enaの講師が日替わりで小・中学校レベルの問題を出題していた教育番組。
冒頭では紺野が「合格あさニャン」と共にダンスを披露した後、放送日に起こった歴史上の出来事や、放送日が誕生日だった歴史上の人物を紹介。2016年4月4日以降は「あさニャンクイズ」と題して歴史上の出来事をクイズ形式で紹介し、本編の後に答えを発表していた。
レギュラー放送終了後の2017年2月4日と2月11日には、土曜日夕方にスペシャル版を放送した。

## 出演
- MC
  - 紺野あさ美（当時テレビ東京アナウンサー）[1]
- マスコット
  - 合格あさニャン[1]
- 講師

| 期間           | 期間           | 月曜日   | 火曜日   | 水曜日            | 水曜日   | 木曜日   | 金曜日     |
| 期間           | 期間           | 算数     | 国語     | 理科              | 社会     | 英語     | 数学       |
| -------------- | -------------- | -------- | -------- | ----------------- | -------- | -------- | ---------- |
| 2015年10月05日 | 2015年10月30日 | 齊藤桂太 | 林春薫   | 林春薫            | 西山旭昇 | 中村絢香 | 久保杉崇史 |
| 2015年11月02日 | 2015年11月27日 | 齊藤桂太 | 柏木智史 | 福山佳織          | 西山旭昇 | 中村絢香 | 奥村英樹   |
| 2015年11月30日 | 2015年12月11日 | 齊藤桂太 | 林春薫   | 福山佳織          | 西山旭昇 | 中村絢香 | 奥村英樹   |
| 2015年12月14日 | 2016年07月01日 | 齊藤桂太 | 林春薫   | 福山佳織 大島誠也 | 西山旭昇 | 中村絢香 | 柏木智史   |

水曜日のみ理科・社会の順番で、隔週交代で担当。

## 放送時間
| 期間          | 期間         | 放送時間（日本標準時） |
| ------------- | ------------ | ---------------------- |
| 2015年10月5日 | 2016年4月1日 | 平日 6:40 - 6:45       |
| 2016年4月4日  | 2016年7月1日 | 平日 7:30 - 7:35       |